# 建部正義
建部 正義（たてべ まさよし、1944年 - ）は、日本の経済学者。専門は金融論、銀行論。中央大学企業研究所客員研究員・中央大学商学部名誉教授。

## 人物
大阪市立天王寺商業高等学校、大阪市立大学経済学部卒業。大阪市立大学大学院経済学研究科修士課程修了、中央大学大学院商学研究科博士課程退学。1982年、「管理通貨制度と現代」により、商学博士（中央大学）。

## 来歴
1944年大阪府布施市（現在の東大阪市）出身。
大阪市立天王寺商業高等学校を卒業後、大阪市立大学経済学部に進学。
大阪市立大学での指導教授は飯田繁。同じ門下生には磯村隆文元大阪市長、下平尾勲福島大学教授、高田太久吉（元、中央大学教授）がいる。中央大学大学院博士課程では麓健一の指導を受ける。
大阪市大卒業後、大阪市大大学院に進学（飯田繁教授に引き続き指導を受ける）。修士課程を修了したのち、中央大学大学院商学研究科博士課程に進学と同時に商学部助手に就任。1971年、中央大学講師に就任。1972年、中央大学助教授に就任。1979年、中央大学商学部教授に就任。
他に、中央大学大学院商学研究科委員長、C-Com.21幹事、日本金融学会理事などの要職を歴任している。

## 主な著作
- 「管理通貨制度と現代」　（新評論、1980）
- 「はじめて学ぶ金融論[第2版]」（大月書店、2005）
- 「はじめて学ぶ金融論」（大月書店、1999）
- 「マネー」（大月書店、1993）
- 「貨幣・金融論の現代的課題」（大月書店、1997）
- 「大月　金融辞典」（大月書店、2002）※共著
- 「21世紀の金融システム」（中央大学出版部、2002）※編著